# Kalandula (vodopád)

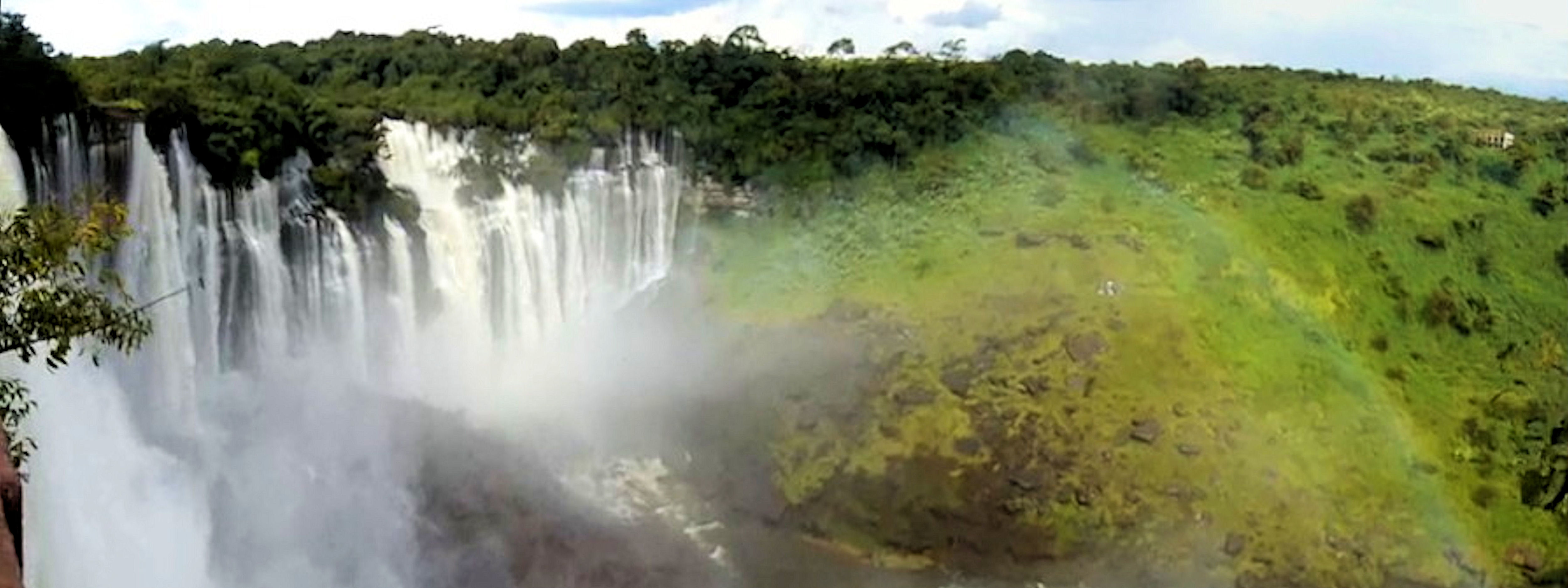
Vodopády Kalandula

Quedas de Kalandula jsou vodopády v Angole na řece Lucala. Nacházejí se asi 420 km východně od Luandy, nedaleko stejnojmenného města v provincii Malanje. Vodopády jsou 105 metrů vysoké a široké 400 metrů. Do roku 1975 nesly název Duque de Bragança.